# Anti-imperijalizam
U političkoj znanosti i međunarodnim odnosima, anti-imperijalizam je suprotnost kolonijalizmu, kolonijalnom carstvu i imperijalizmu. Kao takav, anti-imperijalizam uključuje opoziciju odnosno suprotstavljenost osvajačkim ratovima, posebno osvajanju i koloniziranju zemalja čije granice ne graniče toj imperijalnoj sili, i rat čiji je cilj pokoravanje različitih kultura; pojam isto tako se sastoji od političke suprotstavljenosti teritorijalnoj ekspanziji neke zemlje izvan njezinih granica.